# Fausto Rovelli
Fausto Rovelli (Milano, 10 novembre 1918 – Milano, 25 febbraio 2021) è stato un cardiologo italiano.

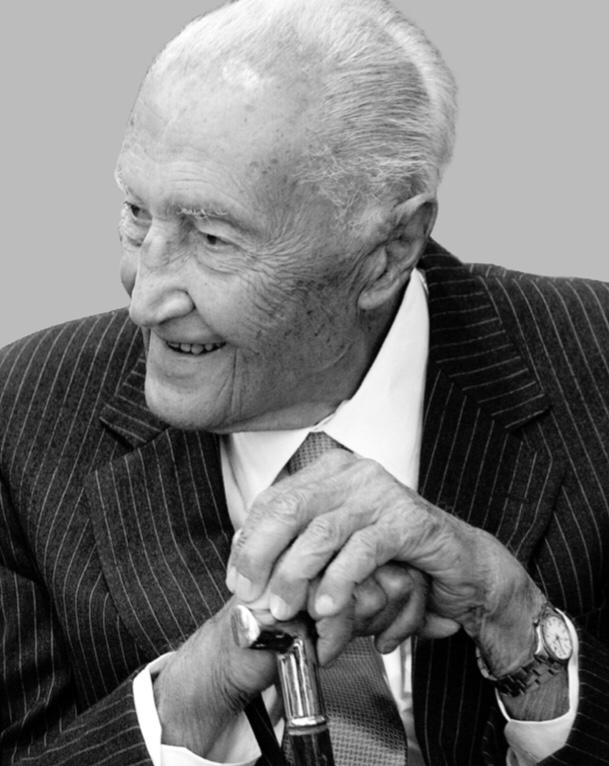
Fausto Rovelli nel 2016 al 50º anniversario del "Convegno di Cardiologia Milano" organizzato dal Cardio Center De Gasperis

Primario di cardiologia all’Ospedale Niguarda di Milano dal 1962 al 1988, è considerato uno dei fondatori della moderna cardiologia. Presso il Centro De Gasperis, che Rovelli ha contribuito a progettare e creare negli anni ‘50 e ‘60 e che più tardi, costituito come Dipartimento, ha diretto fino al termine della sua carriera, sono state introdotte e si sono sviluppate le innovazioni in campo diagnostico e terapeutico che hanno caratterizzato i progressi della cardiologia e della cardiochirurgia nella seconda metà del ‘900.
Negli anni ’80 una ricerca da lui ideata e promossa, che ha reclutato quasi 12000 pazienti in tutta Italia, ha radicalmente innovato l’approccio alla cura dei pazienti colpiti da infarto miocardico acuto, stabilendo i principi che restano alla base del trattamento contemporaneo.

## Biografia
Fausto Rovelli nasce a Milano nel 1918, dove compie gli studi e si laurea in medicina il 6 luglio 1943. Negli anni dell’Università pratica in modo attivo rugby ed alpinismo. È istruttore e poi vicedirettore presso la scuola di alpinismo del Club Alpino Italiano di Chiareggio, e nel 1941 apre con Carlo Negri una via “direttissima” sulla parete Nord del Monte Disgrazia.
Dopo la laurea in medicina, inizia la professione come assistente volontario all’Istituto di Patologia Medica del Policlinico Universitario di Milano, prestando al tempo stesso servizio negli ambulatori comunali e di pronto soccorso.
Nel 1945 diviene assistente incaricato presso l’Ospedale di Niguarda. Rinuncia a tale posizione nel 1948, dopo aver ottenuto l’ammissione al primo corso italiano di perfezionamento in cardiologia, presso il Policlinico di Milano. Qui nel 1950 conosce l’infermiera Adele Helg (n. 1925), con la quale l’anno successivo si sposa e vivrà felicemente il resto della sua vita. Dalla loro unione sono nati tre figli.
Nel 1950, dopo la specializzazione in cardiologia, inizia una stretta collaborazione con il cardiochirurgo Angelo De Gasperis (1910-1962), che aveva iniziato la pratica della cardio-chirurgia presso il reparto di chirurgia generale dell’Ospedale Niguarda di Milano.
Nel 1956, grazie ai pionieristici interventi effettuati, l’Ospedale Niguarda assegna a De Gasperis la direzione del primo reparto italiano di chirurgia toracica e cardiovascolare, dove nello stesso anno viene eseguito il primo intervento “a cuore aperto” in circolazione extracorporea in Italia. In quegli anni Rovelli lavora come cardiologo nel reparto chirurgico diretto da De Gasperis e compie diversi viaggi di studio in Europa e negli USA. Nel 1961 inizia l’impianto dei primi pacemaker (stimolatori cardiaci) in Italia; nello stesso anno vince il concorso per aiuto cardiologo nel reparto di De Gasperis.
Nel 1962 l’Ospedale Niguarda affianca alla chirurgia toracica una nuova divisione di cardiologia diagnostica, e ne affida a Rovelli la direzione. Alla morte prematura di De Gasperis nel 1962, Rovelli fonda nello stesso Ospedale, con i cardiochirurghi Renato Donatelli ed Alessandro Pellegrini, il Centro di cardiologia e di cardiochirurgia, oggi De Gasperis Cardio Center..  Nasce allora quello che nel 1983 verrà istituito come Dipartimento di cardiologia e di cardiochirurgia - un Dipartimento polispecialistico fra i primi in Italia – di cui Rovelli sarà direttore sino al termine del suo servizio attivo, nel 1988. Dopo la cessazione dal servizio presso l’Ospedale Niguarda, Rovelli continua per alcuni anni l’attività di libera professione. Si è dedicato inoltre alla stesura di due libri di memorie.

## Innovazione e ricerca in cardiologia
Da uomo del ‘900, Rovelli era convinto che il progresso scientifico e tecnologico potesse e dovesse portare benefici per i pazienti e che tutti i cittadini dovessero poter accedere alle migliori cure. 
Il Centro De Gasperis è, fin dal 1962 e poi nei decenni a seguire, una struttura all’avanguardia, primo o tra i primi in Italia, a introdurre innovazioni in campo diagnostico, terapeutico, e organizzativo. A Niguarda ad esempio fu aperta la prima unità di cura intensiva cardiologica (o “unità coronarica”) italiana, dove i pazienti con infarto acuto o altre gravi patologie cardiache sono costantemente monitorati e seguiti da personale specializzato. Si riduce così il numero di decessi ospedalieri per arresto cardiaco. 
Nel 1971, Niguarda è uno dei pochi ospedali italiani che può garantire un servizio di diagnostica invasiva (cateterismo, angiografia, coronarografia…) attivo 24/7. Nel 1985, Niguarda è tra i primi ospedali italiani ad essere autorizzato ad effettuare il trapianto di cuore. 
Convinto della necessità di ampliare il più possibile le conoscenze e la pratica della cardiologia moderna, da cardiologo ospedaliero Rovelli ha contribuito alla formazione e all’aggiornamento dei cardiologi italiani con diverse iniziative.
Dal 1967, all’inizio insieme con Renato Donatelli, organizza e promuove ogni anno i “Corsi di aggiornamento in Cardiologia”. Tali corsi, ora denominati “Convegno di Cardiologia Milano” da allora si svolgono annualmente, contribuendo alla diffusione in tutta Italia delle pratiche diagnostiche e terapeutiche più innovative. Nel 1971 Rovelli è tra i fondatori ed il primo direttore del Giornale Italiano di Cardiologia, organo dell’Associazione Nazionale Medici Cardiologi Ospedalieri (ANMCO).
Fausto Rovelli è ricordato tra i pionieri della cardiologia moderna dalla comunità medica internazionale soprattutto perché ha modificato l’approccio alla cura dell’infarto acuto. Agli inizi degli anni ’80 aveva osservato che, benché Il monitoraggio continuo dell’elettrocardiogramma (ECG) consentisse di soccorrere i pazienti che andavano in arresto cardiaco,  la mortalità dei pazienti colpiti da infarto rimaneva inaccettabilmente alta, sia in ricovero sia dopo la dimissione.
Persuaso che le terapie fino allora adottate fossero tardive e insufficienti, nel 1983 promuove la costituzione di un gruppo di lavoro con l’ANMCO e l’Istituto di ricerche farmacologiche Mario Negri per lo studio di una terapia orientata al meccanismo alla base dell’infarto miocardico – l’occlusione acuta di una coronaria causata da un trombo.
I risultati di tale studio, denominato GISSI (gruppo Italiano per lo Studio della Streptochinasi nell’Infarto), che ha coinvolto 11.700 pazienti ricoverati nella grande maggioranza delle unità cardiologiche italiane, dimostrano per la prima volta su larga scala i benefici di un trattamento precoce finalizzato a sciogliere il trombo.

Si riducevano non solo la mortalità ospedaliera, ma anche la porzione di muscolo cardiaco irrimediabilmente danneggiata dall’infarto, e la mortalità a distanza. Inoltre, riaprire il vaso risultava tanto più utile quanto più breve era il tempo trascorso tra l’esordio dei sintomi e l’avvio della terapia. Questo principio, sintetizzato nell’espressione “il tempo è muscolo”, rimane valido anche oggi, ed è alla base dell’approccio interventistico contemporaneo all’infarto. Lo studio GISSI è stato uno dei primi esempi di “evidence based medicine”
 e la larga partecipazione dei cardiologi italiani ha contribuito a sviluppare lo spirito collaborativo, la condivisione delle conoscenze, e il rigore dell’approccio scientifico.

## Pubblicazioni scientifiche
È autore di oltre 300 pubblicazioni scientifiche, di opere monografiche e di un trattato di terapia cardiochirurgica. Fra queste:
- F. Rovelli, M Morpurgo, P Fancini, D Romeo e B Severgnini, Testo atlante di fonocardiografia, Minerva Medica, 1965..
- F. Rovelli, F Morino e F Possati, Diagnostica e terapia cardiochirurgica, Minerva Medica, 1975.

- (EN) Gruppo Italiano per lo Studio della Streptochinasi nell'Infarto Miocardico (GISSI). Effectiveness of intravenous thrombolytic treatment in acute myocardial infarction, in Lancet, vol. 1, n. 8478, 22 Febbraio 1986,  pp. 397-402, PMID 2868337.

- (EN) F Rovelli, C De Vita, GA Feruglio, A Lotto, A Selvini e G Tognoni, GISSI trial: early results and late follow-up. Gruppo Italiano per la Sperimentazione della Streptochinasi nell'Infarto Miocardico, in Journal of American College of Cardiology, vol. 10, n. 5, Novembre 1987,  pp. 33B - 39B, DOI:10.1016/s0735-1097(87)80426-6.

- (EN) F Mauri, M Gasparini, L Barbonaglia, E Santoro, MG Franzosi, G Tognoni e F Rovelli, Prognostic significance of the extent of myocardial injury in acute myocardial infarction treated by streptokinase (the GISSI trial), in American Journal of Cardiology, vol. 63, n. 18, 1º Giugno 1989,  pp. 1291-1295, DOI:10.1016/0002-9149(89)91037-0.

- (EN) MG Franzosi, E Santoro, C De Vita, E Geraci, A Lotto, AP Maggioni, F Mauri, F Rovelli, L Santoro, L Tavazzi e G Tognoni, Ten-year follow-up of the first megatrial testing thrombolytic therapy in patients with acute myocardial infarction: results of the Gruppo Italiano per lo Studio della Sopravvivenza nell’Infarto-1 study. The GISSI Investigators, in Circulation, vol. 98, n. 24, 15 Dicembre 1998,  pp. 2659-2665, DOI:10.1161/01.cir.98.24.2659.

## Riconoscimenti
- Gran Croce al Merito della Repubblica Italiana
- Medaglia al merito della sanità pubblica
- Targa d’Oro per l’Associazione Nazionale dei Medici Cardiologi Ospedalieri
- Medaglia d’Oro di benemerenza del Comune di Milano (Ambrogino d'oro, 1986)

È stato socio onorario di società scientifiche nazionali e internazionali e presidente e socio emerito del Rotary Club Milano Nord.